# Équipe de Belgique de football en 2010
Maillots
Chronologie
Saison précédente Saison suivante
L'équipe de Belgique de football entame en 2010 les éliminatoires du Championnat d'Europe et dispute quatre rencontres amicales.

## Objectifs
L'objectif de 2010 est de bien commencer les éliminatoires du Championnat d'Europe afin de tenter de se qualifier après deux éditions manquées.

## Résumé de la saison
Une première polémique survient quand, en décembre, le sélectionneur s'engage également avec le club néerlandais d'AZ Alkmaar, une double-casquette finalement acceptée par l'Union belge, l'équipe nationale ne devant disputer que deux rencontres amicales d'ici le début des qualifications pour l'Euro 2012. Malgré cette largesse, le 15 avril 2010, il annonce au président de la fédération belge son intention de quitter son poste pour prendre en main la sélection de Russie.
Parmi les candidats, la fédération belge décide de nommer Georges Leekens, onze ans après son licenciement, avec Marc Wilmots pour adjoint. Les premiers matchs amicaux sont encourageants. Néanmoins la campagne de qualification démarre mal avec deux défaites contre l'Allemagne (0-1) à domicile et (3-2) en Turquie, suivies d'un partage (4-4) à domicile contre l'Autriche. L'équipe revient dans la course à la deuxième place mais concède ensuite deux partages (1-1) contre les Turcs et l'Azerbaïdjan, scellant son élimination. Le jeu proposé est encourageant mais l'équipe belge, qui compte dans ses rangs des jeunes joueurs talentueux comme Eden Hazard, Axel Witsel, Marouane Fellaini, Steven Defour ou Kevin De Bruyne, manque de maturité à des moments cruciaux, ce qui lui coûte des points précieux.

## Bilan de l'année
Après quatre rencontres disputées dans le cadre des éliminatoires du Championnat d'Europe, la Belgique est en mauvaise posture et pointe à la 4e place de son groupe. Dans un système où seuls les premiers de chaque groupe ainsi que le meilleur deuxième sont directement qualifiés pour l'Euro 2012, il lui faudra sortir de grosses prestations en 2011 si elle veut espérer finir barragiste, la 1re place semblant dévolue à l'Allemagne.
D'autre part, les Diables Rouges grapillent quelques places jusqu'à la 57e position du classement mondial de la FIFA.

### Championnat d'Europe 2012

#### Éliminatoires (Groupe A)
| Rang | Équipe      | Pts | J | G | N | P | Bp | Bc | Diff |  | Résultats (▼ dom., ► ext.) |     |     |     |     |     |     |
| ---- | ----------- | --- | - | - | - | - | -- | -- | ---- |  | -------------------------- | --- | --- | --- | --- | --- | --- |
| 1    | Allemagne   | 12  | 4 | 4 | 0 | 0 | 13 | 1  | +12  |  | Allemagne                  |     | -   | 3-0 | -   | 6-1 | -   |
| 2    | Autriche    | 7   | 3 | 2 | 1 | 0 | 9  | 4  | +5   |  | Autriche                   | -   |     | -   | -   | 3-0 | 2-0 |
| 3    | Turquie     | 6   | 4 | 2 | 0 | 2 | 6  | 6  | 0    |  | Turquie                    | -   | -   |     | 3-2 | -   | -   |
| 4    | Belgique    | 4   | 4 | 1 | 1 | 2 | 8  | 8  | 0    |  | Belgique                   | 0-1 | 4-4 | -   |     | -   | -   |
| 5    | Azerbaïdjan | 3   | 3 | 1 | 0 | 2 | 1  | 10 | -9   |  | Azerbaïdjan                | -   | -   | 1-0 | -   |     | -   |
| 6    | Kazakhstan  | 0   | 4 | 0 | 0 | 4 | 0  | 10 | -10  |  | Kazakhstan                 | 0-3 | -   | 0-3 | 0-2 | -   |     |

- Sélection directement qualifiée pour l'Euro 2012
- Sélection barragiste

### Classement mondial FIFA
| Classement | Équipe   | Score total (déc. 2010) | Points précédents (déc. 2009) | Évolution | Position        |
| ---------- | -------- | ----------------------- | ----------------------------- | --------- | --------------- |
| 55         | Lituanie | 532                     | 522                           | +10       | en augmentation |
| 56         | Roumanie | 531                     | 745                           | -214      | en diminution   |
| 57         | Belgique | 526                     | 491                           | +35       | en augmentation |
| 58         | Jamaïque | 522                     | 403                           | +119      | en augmentation |
| 59         | Honduras | 516                     | 738                           | -222      | en diminution   |

Source : FIFA.

## Les matchs
| Match amical                                                 | Belgique               | 0 - 1   | Croatie      | Stade Roi Baudouin Laeken, Belgique              |                                                  |
| 3 mars 2010 · 20:45 heure locale · Historique des rencontres |                        | (0 – 0) | Kranjčar 63e | Spectateurs : 21 750 Arbitrage : Gianluca Rocchi | Spectateurs : 21 750 Arbitrage : Gianluca Rocchi |
| 3 mars 2010 · 20:45 heure locale · Historique des rencontres | Rapport (RBFA) Rapport |         |              | Spectateurs : 21 750 Arbitrage : Gianluca Rocchi | Spectateurs : 21 750 Arbitrage : Gianluca Rocchi |

| Match amical                                                 | Belgique                    | 2 - 1   | Bulgarie  | Stade Roi Baudouin Laeken, Belgique                  |                                                      |
| 19 mai 2010 · 20:45 heure locale · Historique des rencontres | Lepoint 89e · Kompany 90+1e | (0 – 1) | Popov 31e | Spectateurs : 11 000 Arbitrage : Michael Weiner (en) | Spectateurs : 11 000 Arbitrage : Michael Weiner (en) |
| 19 mai 2010 · 20:45 heure locale · Historique des rencontres | Rapport (RBFA) Rapport      |         |           | Spectateurs : 11 000 Arbitrage : Michael Weiner (en) | Spectateurs : 11 000 Arbitrage : Michael Weiner (en) |

| Match amical                                                  | Finlande               | 1 - 0   | Belgique | Veritas Stadion Turku, Finlande             |                                             |
| 11 août 2010 · 18:00 heure locale · Historique des rencontres | Kompany 13e (csc)      | (1 – 0) |          | Spectateurs : 7 451 Arbitrage : Alain Hamer | Spectateurs : 7 451 Arbitrage : Alain Hamer |
| 11 août 2010 · 18:00 heure locale · Historique des rencontres | Rapport (RBFA) Rapport |         |          | Spectateurs : 7 451 Arbitrage : Alain Hamer | Spectateurs : 7 451 Arbitrage : Alain Hamer |

| Championnat d'Europe 2012 Éliminatoires - Groupe A                | Belgique                      | 0 - 1   | Allemagne | Stade Roi Baudouin Laeken, Belgique          |                                              |
| 3 septembre 2010 · 20:45 heure locale · Historique des rencontres |                               | (0 – 0) | Klose 51e | Spectateurs : 41 126 Arbitrage : Terje Hauge | Spectateurs : 41 126 Arbitrage : Terje Hauge |
| 3 septembre 2010 · 20:45 heure locale · Historique des rencontres | Rapport (UEFA) Rapport (RBFA) |         |           | Spectateurs : 41 126 Arbitrage : Terje Hauge | Spectateurs : 41 126 Arbitrage : Terje Hauge |

| Championnat d'Europe 2012 Éliminatoires - Groupe A                | Turquie                              | 3 - 2                         | Belgique           | Stade Şükrü Saracoğlu Istanbul, Turquie        |                                                |
| 7 septembre 2010 · 21:00 heure locale · Historique des rencontres | Altıntop 48e · Semih 66e · Turan 78e | (0 – 1)                       | Van Buyten 28e 69e | Spectateurs : 43 538 Arbitrage : Damir Skomina | Spectateurs : 43 538 Arbitrage : Damir Skomina |
| 7 septembre 2010 · 21:00 heure locale · Historique des rencontres |                                      | Rapport (UEFA) Rapport (RBFA) | Kompany 40e, 64e   | Spectateurs : 43 538 Arbitrage : Damir Skomina | Spectateurs : 43 538 Arbitrage : Damir Skomina |

| Championnat d'Europe 2012 Éliminatoires - Groupe A              | Kazakhstan         | 0 - 2                         | Belgique         | Astana Arena Astana, Kazakhstan               |                                               |
| 8 octobre 2010 · 22:00 heure locale · Historique des rencontres |                    | (0 – 0)                       | Ogunjimi 52e 70e | Spectateurs : 8 500 Arbitrage : Marcin Borski | Spectateurs : 8 500 Arbitrage : Marcin Borski |
| 8 octobre 2010 · 22:00 heure locale · Historique des rencontres | Kislitsyn 51e, 68e | Rapport (UEFA) Rapport (RBFA) |                  | Spectateurs : 8 500 Arbitrage : Marcin Borski | Spectateurs : 8 500 Arbitrage : Marcin Borski |

| Championnat d'Europe 2012 Éliminatoires - Groupe A               | Belgique                                                 | 4 - 4                         | Autriche                                         | Stade Roi Baudouin Laeken, Belgique        |                                            |
| 12 octobre 2010 · 20:45 heure locale · Historique des rencontres | Vossen 11e · Fellaini 47e · Ogunjimi 87e · Lombaerts 90e | (1 – 2)                       | Schiemer 14e 62e · Arnautovic 29e · Harnik 90+3e | Spectateurs : 24 231 Arbitrage : Mike Dean | Spectateurs : 24 231 Arbitrage : Mike Dean |
| 12 octobre 2010 · 20:45 heure locale · Historique des rencontres |                                                          | Rapport (UEFA) Rapport (RBFA) | Scharner 68e                                     | Spectateurs : 24 231 Arbitrage : Mike Dean | Spectateurs : 24 231 Arbitrage : Mike Dean |

| Match amical                                                      | Russie                 | 0 - 2   | Belgique      | Tsentralnyi Profsoyuz Stadion (en) Voronej, Russie  |                                                     |
| 17 novembre 2010 · 19:00 heure locale · Historique des rencontres |                        | (0 – 1) | Lukaku 2e 72e | Spectateurs : 34 000 Arbitrage : Hannes Kaasik (en) | Spectateurs : 34 000 Arbitrage : Hannes Kaasik (en) |
| 17 novembre 2010 · 19:00 heure locale · Historique des rencontres | Rapport (RBFA) Rapport |         |               | Spectateurs : 34 000 Arbitrage : Hannes Kaasik (en) | Spectateurs : 34 000 Arbitrage : Hannes Kaasik (en) |

## Les joueurs
| Joueurs              | Joueurs                  | Amical | Amical    | Amical  | QCE 2012 | QCE 2012 | QCE 2012 | QCE 2012 | Amical    |
| -------------------- | ------------------------ | ------ | --------- | ------- | -------- | -------- | -------- | -------- | --------- |
| Gardiens de but      |                          |        |           |         |          |          |          |          |           |
| Logan Bailly         | Borussia Mönchengladbach | 90     | r         | 90      | 90       | 90       | 90       | 90       |           |
| Jean-François Gillet | AS Bari                  | r      | 90        | r       | r        | r        | r        | r        | 90        |
| Silvio Proto         | RSC Anderlecht           |        | r         | r       |          |          |          |          | r         |
| Simon Mignolet       | Sunderland               |        |           |         |          |          |          |          | r         |
| Défenseurs           |                          |        |           |         |          |          |          |          |           |
| Steve Colpaert       | SV Zulte Waregem         | 90,    |           |         |          |          |          |          |           |
| Vincent Kompany      | Manchester City          | 70e    | 90        | 90      | 90 12e   | 40e, 64e |          | 90       | 90        |
| Thomas Vermaelen     | Arsenal                  | 83e    | r         | 90      | 90       | 90       |          |          |           |
| Jelle Van Damme      | RSC Anderlecht           | 90     | 64e       | 46e     |          |          | 46e      | r        |           |
| Jan Vertonghen       | Ajax Amsterdam           | 90 68e | 46e       | 90      | 90       | 90       | r        | 90       | 90        |
| Toby Alderweireld    | Ajax Amsterdam           | 83e    | 64e       |         | 90       | 90 90+3e | 90       | 46e      | r         |
| Nicolas Lombaerts    | Zénith Saint-Pétersbourg | 70e    | 90 53e    | 46e     |          |          | 90       | 90 45+1e | r         |
| Guillaume Gillet     | RSC Anderlecht           |        | r         | 90      |          | 90       |          |          |           |
| Laurent Ciman        | KV Courtrai              |        | 64e       | r       | r        | r        |          |          | 90 85e    |
| Olivier Deschacht    | RSC Anderlecht           |        | 64e       | r       | r        | r        | 90       | r        |           |
| Sébastien Pocognoli  | Standard de Liège        |        |           | 46e     |          |          | r        |          | 90+1e     |
| Daniel Van Buyten    | Bayern Munich            |        |           |         | 90       | 90 45+2e | 90       |          | 90        |
| Dedryck Boyata       | Manchester City          |        |           |         |          |          | r        | 46e      |           |
| Milieux              |                          |        |           |         |          |          |          |          |           |
| Axel Witsel          | Standard de Liège        | 90     |           | 73e     | r        | r        | 90       | 90       |           |
| Maarten Martens      | AZ Alkmaar               | 46e    |           |         |          |          |          |          |           |
| Mousa Dembélé        | AZ Alkmaar               | 70e    | 46e       |         | 90       | 90       |          |          | 90e       |
| Jonathan Blondel     | Club Bruges KV           | 75e    |           |         |          |          |          |          |           |
| Mehdi Carcela        | Standard de Liège        | 70e    | r         |         |          |          |          |          |           |
| Thomas Buffel        | KRC Genk                 | 75e    | 90        |         |          |          |          |          |           |
| Steven Defour        | Standard de Liège        |        | 83e       | 46e     | 73e      | r        | r        | r        | 90        |
| Jonathan Legear      | RSC Anderlecht           |        | r         |         |          |          | 46e      | 90       | r         |
| Kevin De Bruyne      | KRC Genk                 |        | r         | 46e     |          |          |          |          |           |
| Bernd Thijs          | KAA La Gantoise          |        | 46e       | 61e     |          |          |          |          |           |
| Christophe Lepoint   | KAA La Gantoise          |        | 46e , 67e | 46e 61e |          |          |          |          |           |
| Timmy Simons         | 1. FC Nuremberg          |        |           |         | 83e      | 90       | 90       | 73e 64e  | 90        |
| Marouane Fellaini    | Everton                  |        |           |         | 90       | 90       | 90 26e   | 81e      | 90        |
| Vadis Odjidja Ofoe   | Club Bruges KV           |        |           |         |          |          |          |          | 90e       |
| Attaquants           |                          |        |           |         |          |          |          |          |           |
| Eden Hazard          | Lille OSC                | 75e    | 90        | 90      | 73e      | r        |          | 81e      | 90+1e 49e |
| Romelu Lukaku        | RSC Anderlecht           | 75e    | 64e       | 66e     | 73e      | 90       | 46e      | 73e      | 75e       |
| Wesley Sonck         | Club Bruges KV           | 46e    |           |         |          |          |          |          |           |
| Kevin Mirallas       | AS Saint-Étienne         |        | 83e       |         |          | r        |          |          |           |
| Christian Benteke    | KV Courtrai              |        | 64e       | 66e     | 73e      |          |          |          |           |
| Björn Vleminckx      | NEC Nimègue              |        |           | 73e     |          |          |          |          | r         |
| Jelle Vossen         | KRC Genk                 |        |           |         | 83e      |          | 90 19e   | 90       | 75e       |
| Marvin Ogunjimi      | KRC Genk                 |        |           |         |          |          | 46e ,    | 90       | r         |

Un « r » indique un joueur qui était parmi les remplaçants mais qui n'est pas monté au jeu.
1. 1 2 3 4 5 6 7 8 9 10  Dernière sélection officielle pour le joueur.
2. 1 2 3 4 5 6 7 8 9 10 11  Première sélection officielle pour le joueur.
3. 1 2 3 4 5 6  Premier but officiel pour le joueur.

## Aspects socio-économiques

### Audiences télévisuelles
| Jour de diffusion | Match                 | Compétition          | Diffuseur francophone | Téléspectateurs | Diffuseur néerlandophone | Téléspectateurs |
| ----------------- | --------------------- | -------------------- | --------------------- | --------------- | ------------------------ | --------------- |
| 3 mars 2010       | Belgique - Croatie    | Amical               | Club RTL              | 355 298         | Canvas                   | n.c.            |
| 19 mai 2010       | Belgique - Bulgarie   | Amical               | Club RTL              | 413 920         | Canvas                   | 593 928         |
| 11 août 2010      | Finlande - Belgique   | Amical               | non diffusé           | non diffusé     | Canvas                   | n.c.            |
| 3 septembre 2010  | Belgique - Allemagne  | Championnat d'Europe | RTL TVI               | 642 000         | Canvas                   | 830 837         |
| 7 septembre 2010  | Turquie - Belgique    | Championnat d'Europe | La Deux               | 514 563         | 2BE                      | 712 822         |
| 8 octobre 2010    | Kazakhstan - Belgique | Championnat d'Europe | La Deux               | n.c.            | Canvas                   | n.c.            |
| 12 octobre 2010   | Belgique - Autriche   | Championnat d'Europe | Club RTL              | 592 903         | Canvas                   | 978 496         |
| 17 novembre 2010  | Russie - Belgique     | Amical               | La Deux               | n.c.            | 2BE                      | n.c.            |

Sources : 
- CIM (via TVvisie)[stats 2],[stats 3].

## Sources

### Archives
1. ↑  (nl) « Concentra online archief », sur krantenarchief.concentra.be, Mediahuis.

### Statistiques
1. ↑  « CLASSEMENT MASCULIN », sur fifa.com, FIFA, 15 décembre 2010 (consulté le 13 juillet 2021)
2. ↑  (nl) « Kijkcijfers Vlaanderen », sur tvvisie.be, CIM
3. ↑  (nl) « Kijkcijfers Wallonië », sur tvvisie.be, CIM